# Decorgel
Unter einem Decorgel (Decor-Gel, auch Dekorgel) versteht man ein auf Zucker basierendes Gel, das zum Abspiegeln von Torten und Kuchen gedacht ist.
Decorgele dienen dem 'Verschließen' der Oberfläche eines Kuchens und können färbende Bestandteile enthalten.
Zudem haben Decorgele geschmackliche Zusätze in Form von Aromen.